# 三級方程式大師賽
三級方程式大師賽（英語：Masters of Formula 3）是一項通常舉辦於荷蘭贊德沃特公園賽道的年度三級方程式賽車賽事。2007和2008年由於贊德沃特地區的噪音限制，賽事因而改至比利時的佐爾德爾賽道舉行。然而，比賽在2009年又再度重返贊德沃特。
大師賽在1991年首次展開，作為一場來自歐洲各地的各個國家錦標賽車手間的一場國際性賽事。因為國際汽車聯盟歐洲三級方程式世界盃自1990年賽季後暫停舉辦的緣故，大師賽便成了非正式的歐洲三級方程式錦標賽。許多一級方程式賽車的明日之星曾出賽並贏得大師賽，包括在首屆奪冠的大衛·庫塔。
國際汽車聯盟在1999年指派法國三級方程式錦標賽中的波城大獎賽作為新的歐洲盃賽。但大師賽仍因來自英國、法國、德國和義大利錦標賽車手的持續出席，使得這場賽事仍保有它原有的地位，依舊是整個歐洲未來超級巨星間的重要國際賽事。當法國與德國系列賽在2003年併入三級方程式歐洲系列賽後，大師賽雖然當時並不包括在賽曆當中，但是它在歐洲的首要國際三級方程式賽事地位並未受到威脅。
這場賽事在1991年至2005年間由萬寶路贊助。當歐洲聯盟自2005年7月31日起禁止了菸草廣告後，大師賽便失去了它的贊助商。2006至2007年由BP Ultimate贊助，2008年的贊助商為RTL集團，2009年為Tango，而2010年則是RTL集團。

## 外部連結
- Circuit Zandvoort（页面存档备份，存于）